# Villa Estense

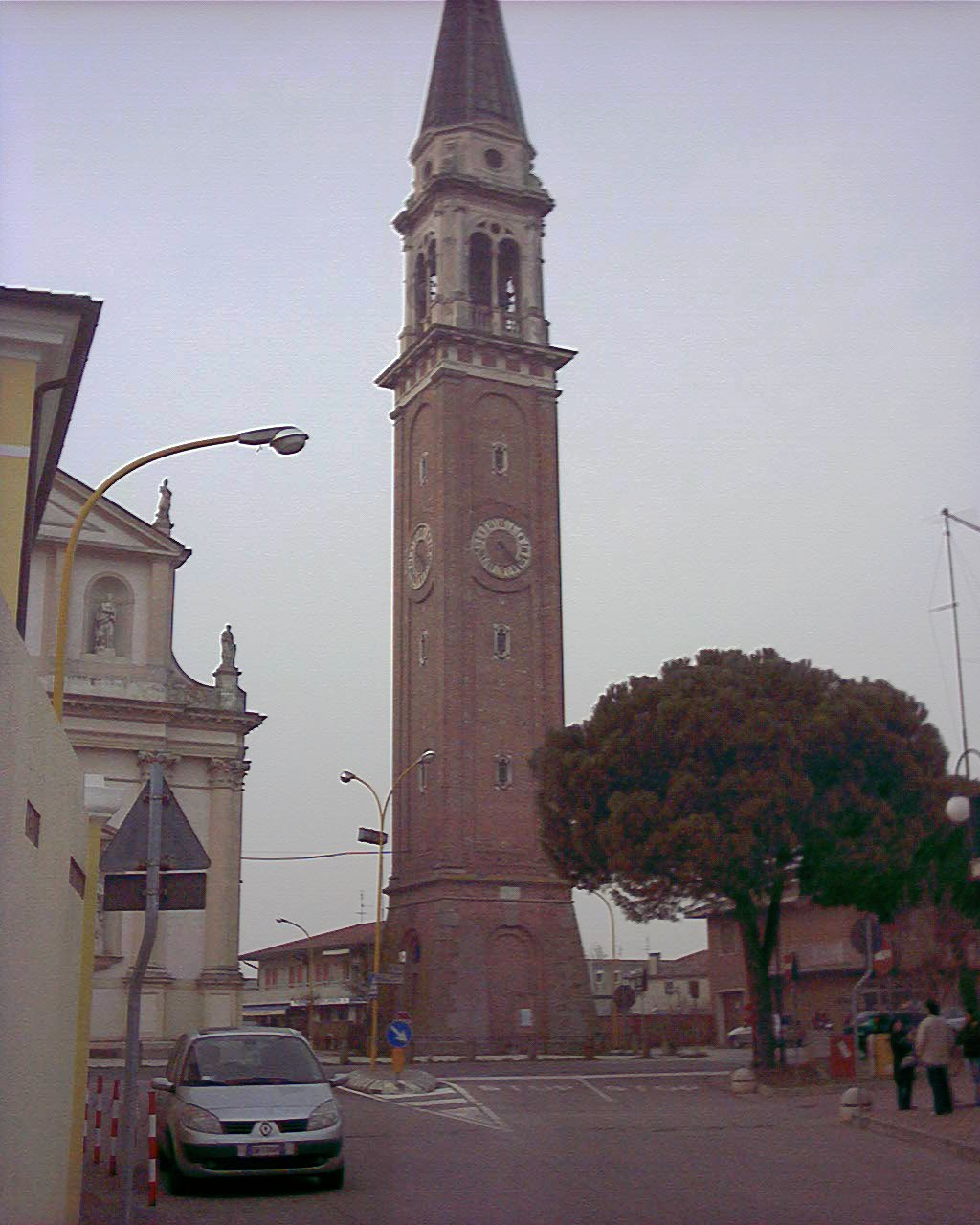
Parrocchialkirche mit Campanile in Villa Estense

Villa Estense ist eine nordostitalienische Gemeinde (comune) mit 2079 Einwohnern (Stand 31. Dezember 2023) in der Provinz Padua in Venetien. Die Gemeinde liegt etwa 31 Kilometer südsüdwestlich von Padua.